# 馬亞奇卡河 (奧列利河支流)
馬亞奇卡河（烏克蘭語：Маячка），是烏克蘭的河流，位於該國中部波爾塔瓦州，屬於奧列利河的右支流，發源自索科洛瓦巴爾卡東北部，流經新桑扎里區，河道全長9公里。